# Шандон (Калифорнија)
Шандон (енгл. Shandon) насељено је место без административног статуса у америчкој савезној држави Калифорнија.

## Демографија
По попису из 2010. године број становника је 1.295, што је 309 (31,3%) становника више него 2000. године.
| Група             | 2000.       | 2010.       |
| Белци             | 485 (49,2%) | 532 (41,1%) |
| Афроамериканци    | 5 (0,5%)    | 34 (2,6%)   |
| Азијати           | 5 (0,5%)    | 7 (0,5%)    |
| Хиспаноамериканци | 470 (47,7%) | 693 (53,5%) |
| Укупно            | 986         | 1.295       |